# Burg Holdersberg
Burg Holdersberg (genauer: Burg auf dem Holdersberg) ist eine frühmittelalterliche Spornburganlage auf 370 m ü. NHN gelegen nördlich oberhalb des Ortsteils Niederauroff in Idstein in Hessen. Verwechselt werden darf sie dabei nicht mit der in der Nähe, ebenfalls auf dem bewaldeten Bergrücken des Nack, gelegenen Ringwallanlage Nack. Der hier am Berg vorhandene Sporn wird von einer mehrteiligen Befestigungsanlage eingenommen, die seinerzeit damit 70 m bis 100 m über dem Talgrund lag. 

## Lage und Beschreibung

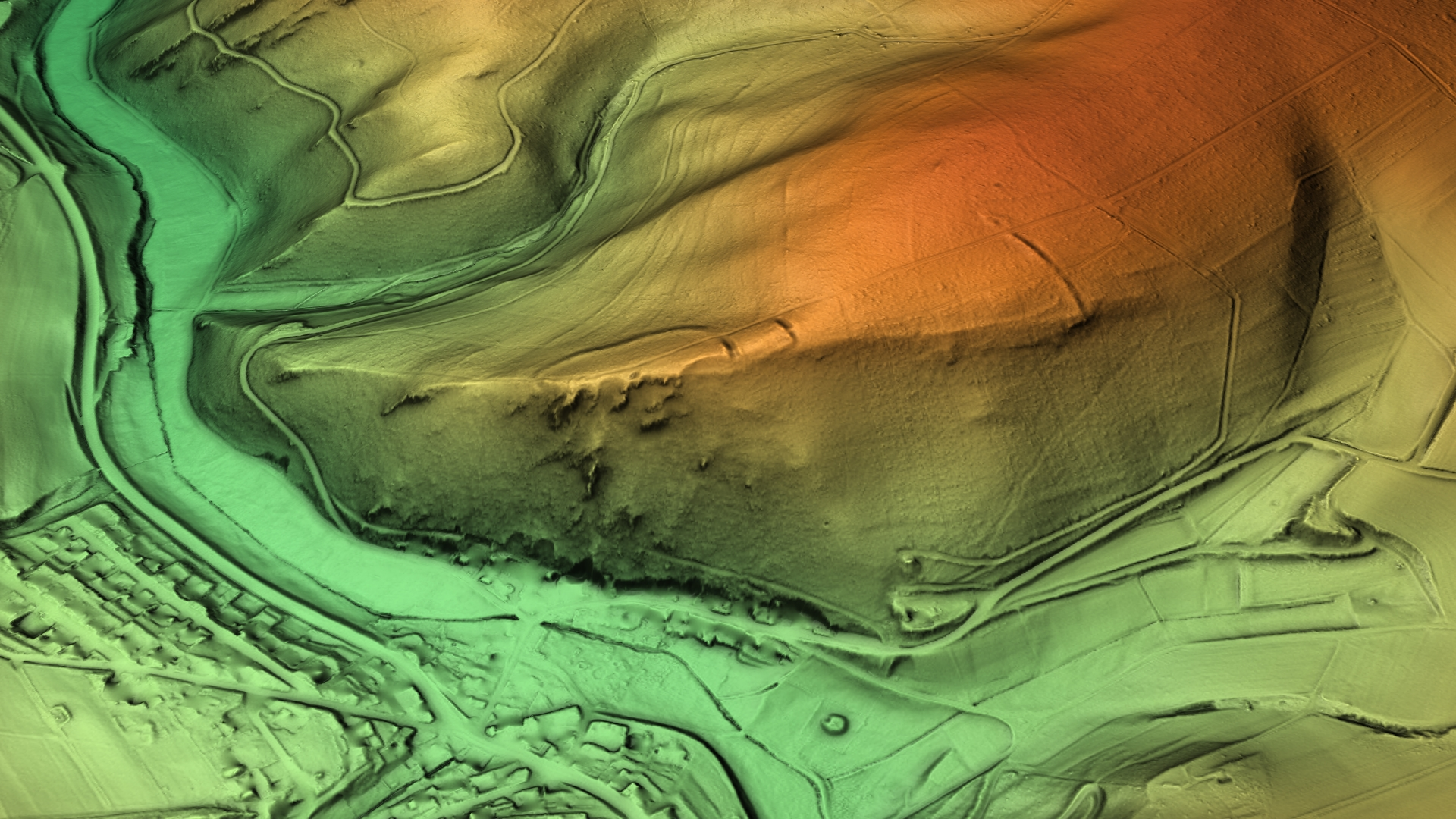
3D-Ansicht des digitalen Geländemodells

Der Holdersberg bildet das südliche Ende des Bergrückens Nack. Der westliche Ausläufer des Holdersbergs formt einen Sporn, mit einem auf Felsen basierenden Steilabfall im Süden und steilen Hängen im Westen und Norden. Lediglich zum Osten hin besteht ein flacher, gut zu begehender Übergang auf den Nack.
Entsprechend findet sich an diesem verteidigungstechnisch gesehen kritischen Punkt auch die stärkste Befestigung mit einem Vorwall. 
Markant für die ehemalige Anlage ist der Aussichtspunkt „Phillipsruhe“, der an der Westspitze der Anlage liegt. Die Anlage an sich weist etwa eine Länge von 400 m in Ost-West-Richtung auf, bei unterschiedlicher Breite.
Der im Osten liegende Vorwall sitzt mit dem südlichen Ende auf einem Felsabsturz auf und zieht in leichtem Bogen mit ca. 120 m Länge knapp über die Hälfte des Bergrückens, bis er sich letztlich im Boden verliert. Der vorliegende Graben ist dabei nur auf einer Länge von 90 m feststellbar. Der 7 m bis 8 m breite Vorwall liegt im Schnitt nur noch etwa 0,9 m über der Sohle des 5 m bis 6 m breiten Grabens. Der Graben hat wiederum eine Tiefe von 0,5 m.
200 m hinter dem Vorwall findet sich in westlicher Richtung der äußere Abschnittswall. Dieser ist nur auf einer Länge von 35 m feststellbar und läuft wie auch der Graben an beiden Enden im Boden aus. Der Wall erhebt sich noch um bis 1,2 m über die Grabensohle.
Weitere 45 m hinter dem Abschnittswall findet sich die Hauptanlage der Burg. Der Hauptwall führt im Gegensatz zu den beiden vorgelagerten Wällen auch über das Gelände im Norden, bis an die Westspitze. Der Wall ist etwa 9 m breit und von der Grabensohle aus noch etwa 2,0 m hoch. Im Osten ist ein ca. 20 m langer, flacher Außenwall ergänzend feststellbar.
Der Zugang zur Burg lag wahrscheinlich im Süden, in Form eines Weges entlang der Felskante. Die Wälle knicken hier ab, was hierfür als Hinweis zu verstehen ist. 
Das Burggelände hinter dem Hauptwall ist bei 45 m Breite in Nord-Süd-Richtung in Ost-West-Richtung ca. 130 m lang. Im Innenbereich der Hauptburg findet sich eine rechteckige Einarbeitung in den Fels, von 3,5 m auf 7,0 m Größe. Wahrscheinlich handelt es sich hier um einen Keller eines hier einst stehenden Gebäudes, vielleicht auch dem Fundament eines Turms.
Eine Vorburg hat höchstwahrscheinlich nicht bestanden.

## Geschichtliche Einordnung
Die Geschichte der Burg ist nicht erforscht. Die Burganlage wurde erst spät entdeckt und erst 1949 bekannt. Funde wurden bis dato nicht gemacht, ebenso fehlen urkundliche Erwähnungen. Insofern lässt sich nichts über ihre historische Bedeutung oder über Entstehung sagen. Nach ihren Anlagen zu urteilen, ist es eine Anlage des frühen Mittelalters.
Aufgrund von Funden im weiteren lokalen Umfeld ordnet man die Anlage in Fachkreisen der fränkischen Epoche zu. Die Funktion der Anlage war vermutlich – soweit erkennbar – eher militärisch, wahrscheinlich ein Sammelplatz bzw. befestigter Rückzugsort. Es war kein Siedlungsplatz. Die Burg Holdersberg ist gewissermaßen ein Vorläufer der Burg Idstein, wurde aber gegebenenfalls niemals fertiggestellt.

## Denkmalschutz
Der Bereich der Wallanlage ist ein Bodendenkmal nach dem Hessischen Denkmalschutzgesetz. Nachforschungen und gezieltes Sammeln von Funden sind genehmigungspflichtig, Zufallsfunde an die Denkmalbehörden zu melden.

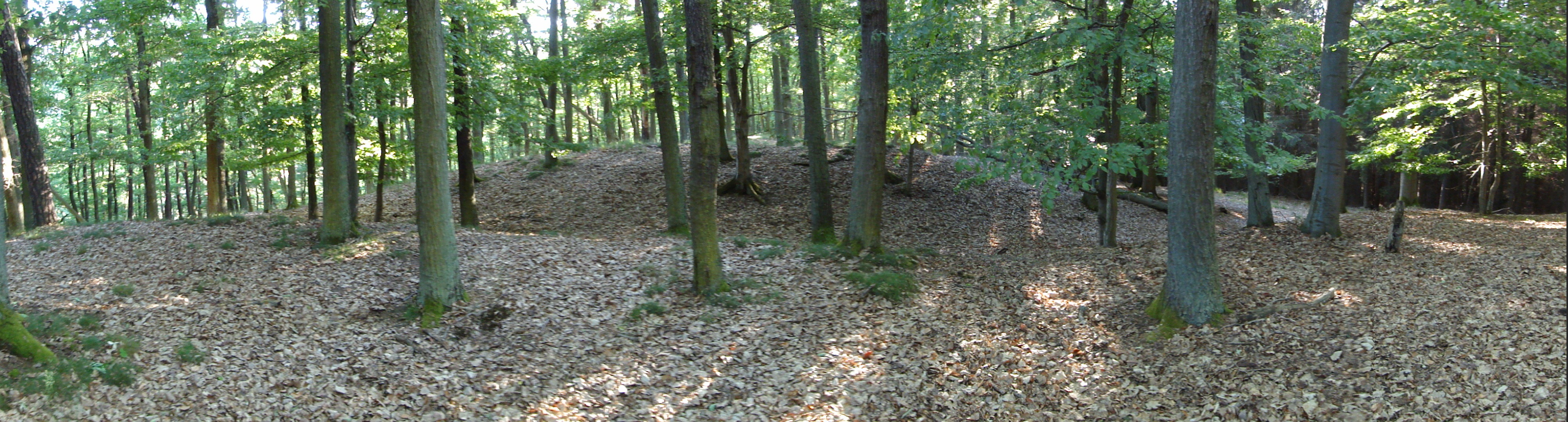
Der dritte Abschnittswall
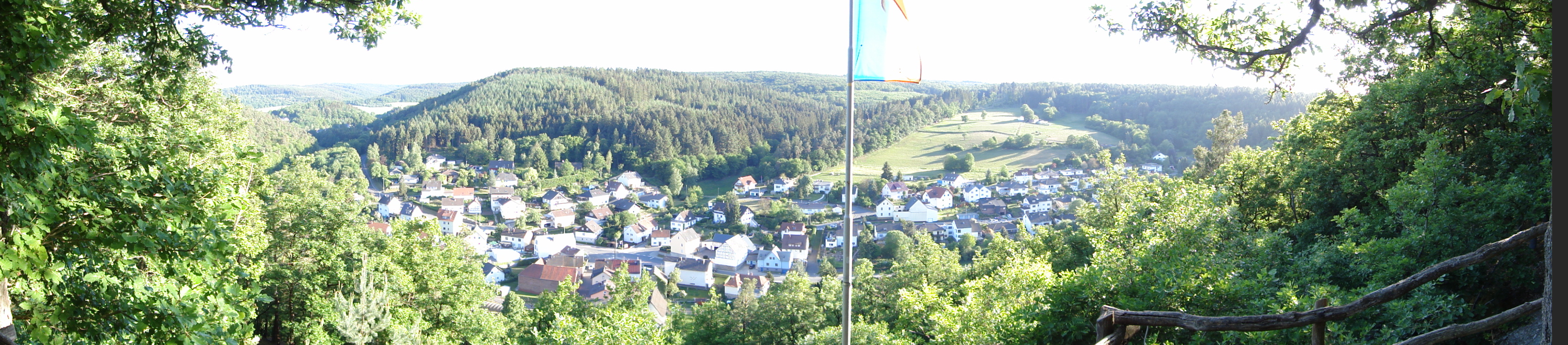
Blick auf Niederauroff
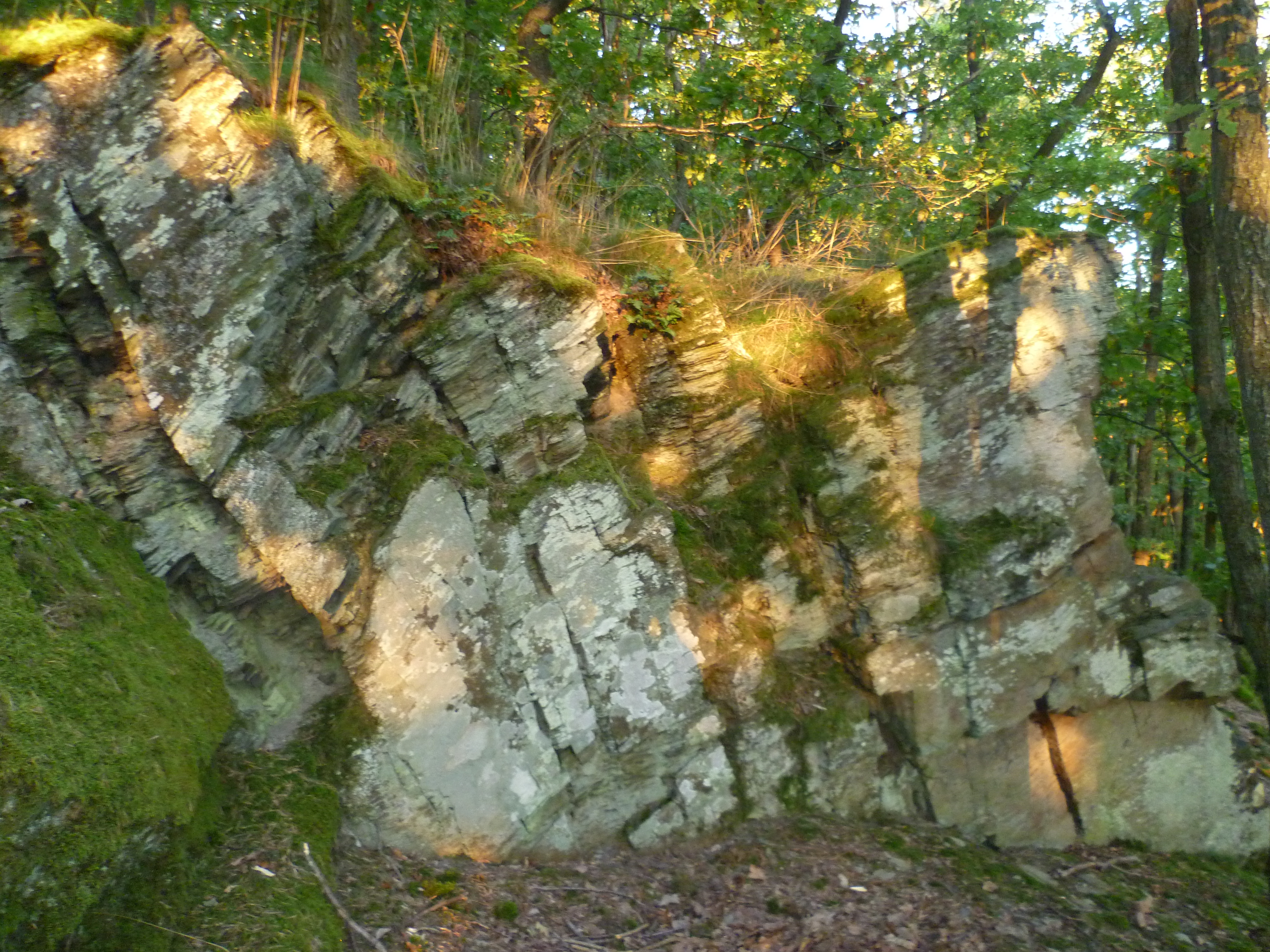
Der Fels mit Bearbeitungsspuren
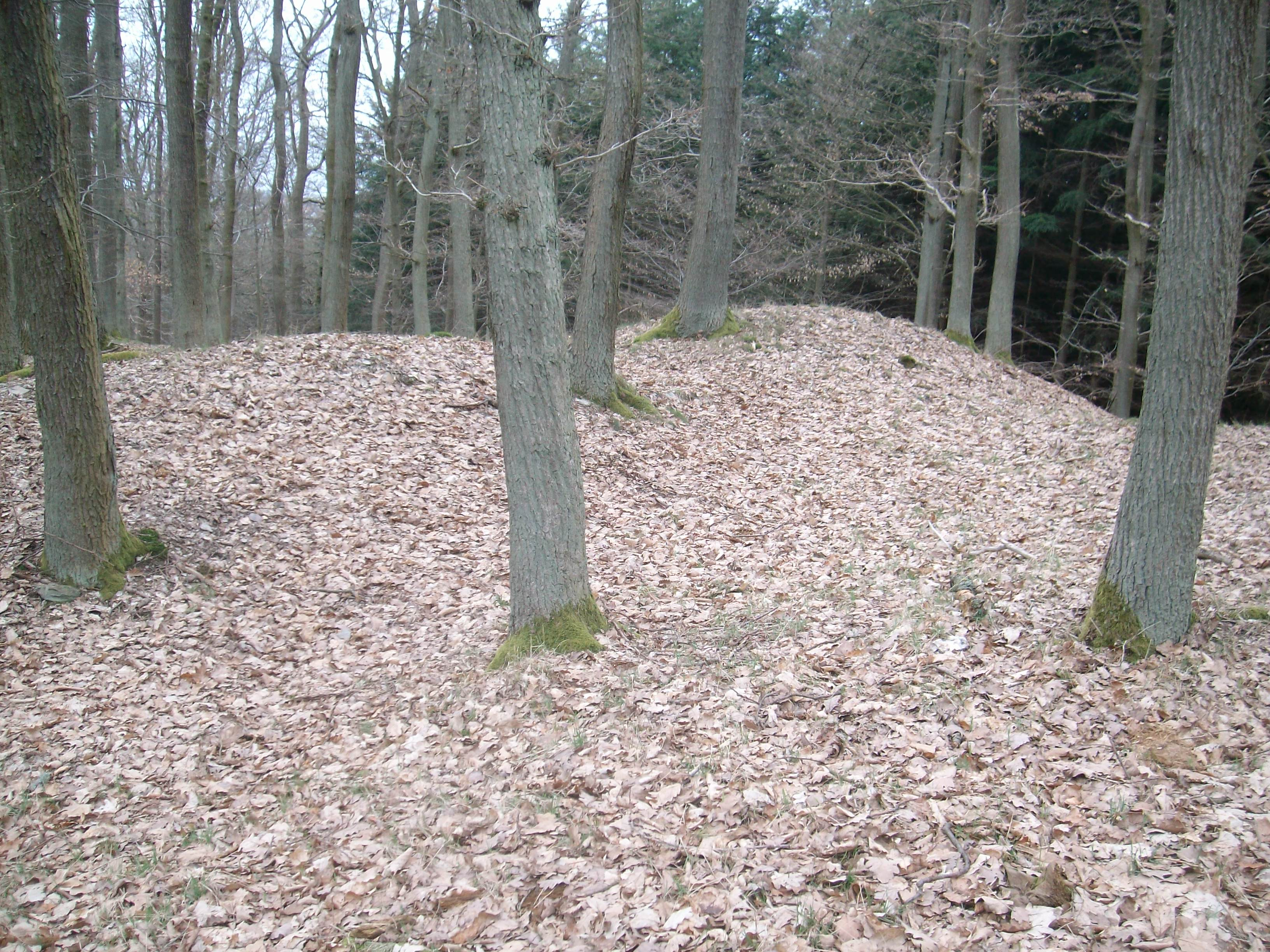
Überreste der Vorwallanlage
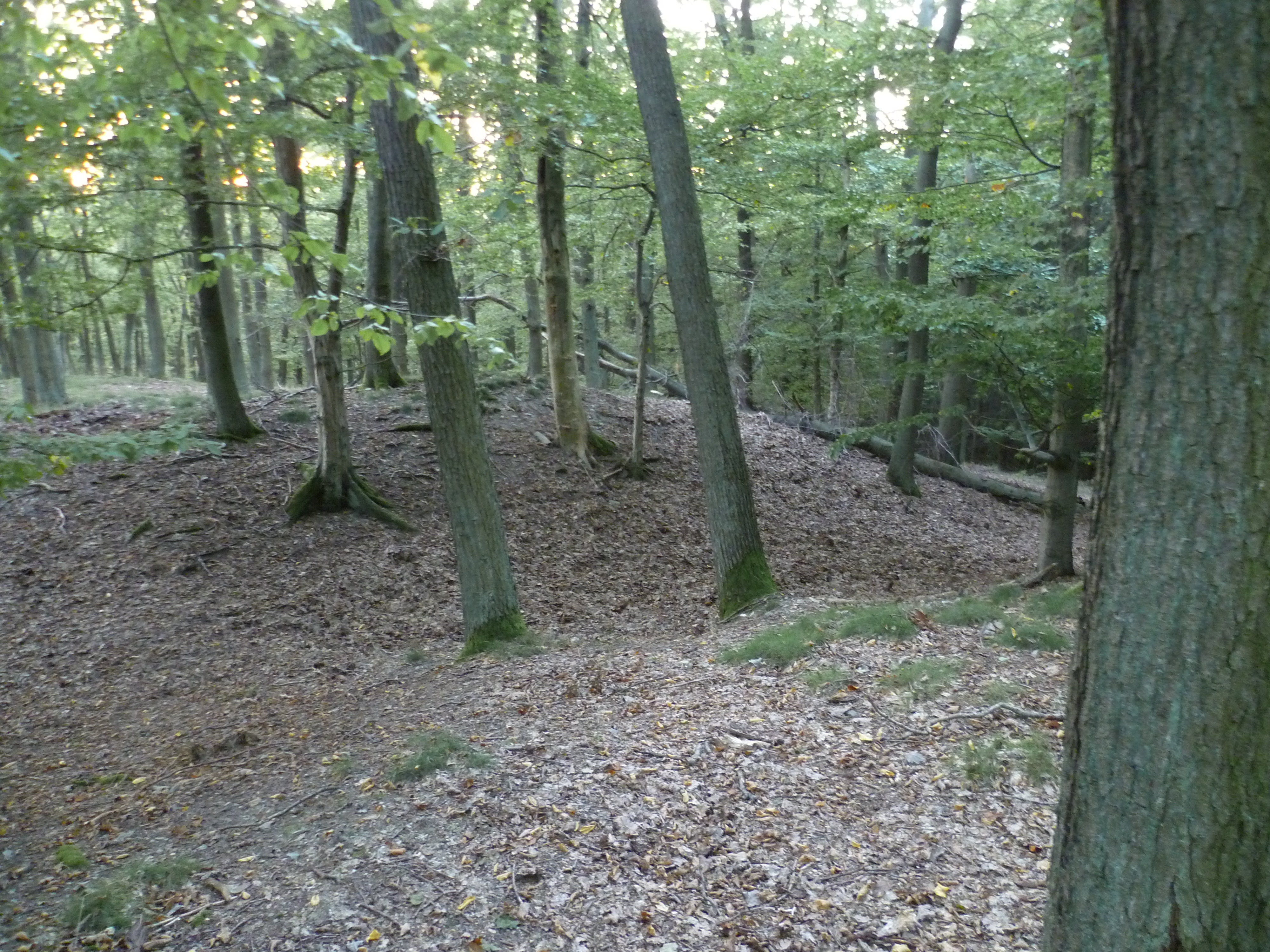
Hauptwall im Osten
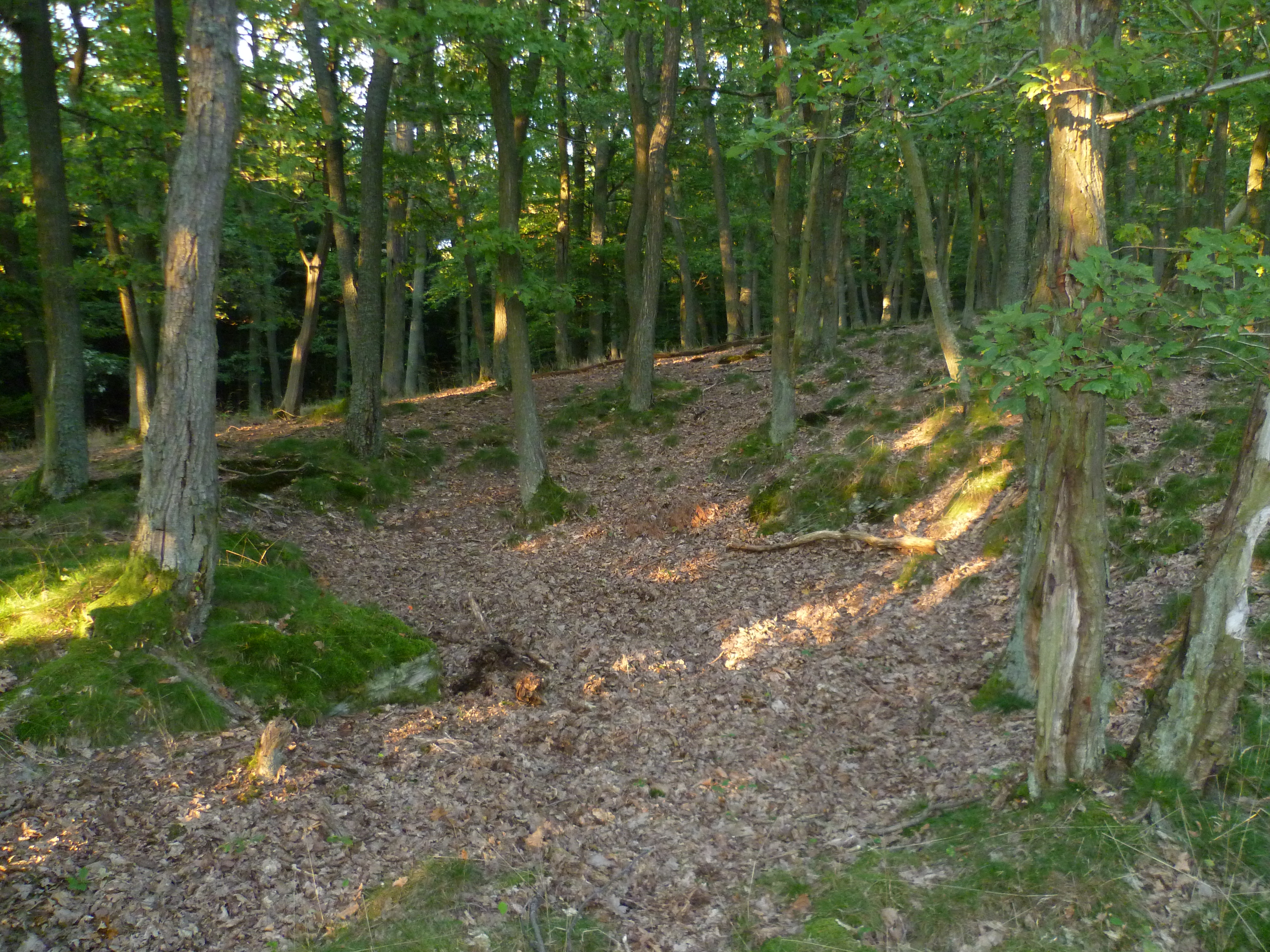
Vertiefung, vermutlich ein Gebäudekeller oder ein Turmfundament